# Marathon de Łódź
Le marathon de Łódź est une course de marathon se déroulant tous les ans, en avril, dans les rues de Łódź, en Pologne. L'épreuve fait partie depuis 2015 du circuit international des IAAF Road Race Label Events, dans la catégorie des « Labels d'argent ». 

## Palmarès
| Année | Hommes                               | Pays                                 | Temps                                |                                      | Femmes                               | Pays                                 | Temps                                |
| 2004  | Jarosław Janicki                     | Pologne                              | 2 h 25 min 51 s                      | Mariola Młynarska                    | Pologne                              | 3 h 30 min 22 s                      |                                      |
| 2005  | Waldemar Zajęga                      | Pologne                              | 2 h 56 min 56 s                      | Sylwia Badowska                      | Pologne                              | 3 h 32 min 18 s                      |                                      |
| 2006  | Valeriy Dekanenko                    | Ukraine                              | 2 h 23 min 39 s                      | Ewa Fliegert                         | Pologne                              | 2 h 53 min 43 s                      |                                      |
| 2007  | Artur Osman                          | Pologne                              | 2 h 20 min 31 s                      | Julia Soroka                         | Ukraine                              | 3 h 7 min 24 s                       |                                      |
| 2008  | Richard Rotich                       | Kenya                                | 2 h 21 min 14 s                      | Arleta Meloch                        | Pologne                              | 2 h 47 min 24 s                      |                                      |
| 2009  | Marcin Fehlau                        | Pologne                              | 2 h 18 min 10 s                      | Arleta Meloch                        | Pologne                              | 2 h 40 min 52 s                      |                                      |
| 2010  | Pas d'édition en 2010                | Pas d'édition en 2010                | Pas d'édition en 2010                | Pas d'édition en 2010                | Pas d'édition en 2010                | Pas d'édition en 2010                | Pas d'édition en 2010                |
| 2011  | Sammy Limo                           | Kenya                                | 2 h 16 min 39 s                      |                                      | Maryna Damantsevich                  | Biélorussie                          | 2 h 42 min 20 s                      |
| 2012  | Tola Bane                            | Éthiopie                             | 2 h 11 min 29 s                      | Agnieszka Gortel-Maciuk              | Pologne                              | 2 h 36 min 2 s                       |                                      |
| 2013  | Belachew Ameta                       | Éthiopie                             | 2 h 10 min 2 s                       | Karolina Jarzyńska                   | Pologne                              | 2 h 26 min 45 s                      |                                      |
| 2014  | Yared Shegumo                        | Pologne                              | 2 h 10 min 41 s                      | Karolina Jarzyńska                   | Pologne                              | 2 h 28 min 12 s                      |                                      |
| 2015  | Albert Matebor                       | Kenya                                | 2 h 11 min 49 s                      | Monika Stefanowicz                   | Pologne                              | 2 h 29 min 28 s                      |                                      |
| 2016  | Abraraw Tegegne                      | Éthiopie                             | 2 h 13 min 24 s                      | Racheal Mutgaa                       | Kenya                                | 2 h 31 min 41 s                      |                                      |
| 2017  | Samson Kiprono Barmao                | Kenya                                | 2 h 14 min 19 s                      | Kenza Dahmani                        | Algérie                              | 2 h 33 min 21 s                      |                                      |
| 2018  | Tarekegn Zewdu                       | Éthiopie                             | 2 h 19 min 41 s                      | Jane Kiptoo                          | Kenya                                | 2 h 43 min 8 s                       |                                      |
| 2019  | Getaye Gelawa                        | Éthiopie                             | 2 h 14 min 39 s                      | Dominika Stelmach                    | Pologne                              | 2 h 39 min 11 s                      |                                      |
| 2020  | Course annulée en raison du Covid-19 | Course annulée en raison du Covid-19 | Course annulée en raison du Covid-19 | Course annulée en raison du Covid-19 | Course annulée en raison du Covid-19 | Course annulée en raison du Covid-19 | Course annulée en raison du Covid-19 |

 Record de l'épreuve